# القوات المسلحة السريلانكية
القوات المسلحة السريلانكية وهو القوات الرسمية لدولة جمهورية سريلانكا الديمقراطية الإشتراكية تضم هذه القوات الجيش السريلانكي و البحرية السريلانكية و القوات الجوية السريلانكية، وهي تابعة لوزارة الدفاع السريلانكية، يبلغ تعداد القوات السريلانكية 400 ألف جندي، وشاركت هذه القوات مؤخرا في الحرب الأهلية السريلانكية.